# Saison 2023-2024 des Spurs de San Antonio
La saison 2023-2024 des Spurs de San Antonio est la 57e saison de la franchise et la 48e au sein de la National Basketball Association (NBA). C'est la 51e saison dans la région de San Antonio au Texas.
Au cours de la saison précédente, les Spurs ont terminé avec le 3e pire bilan de la ligue. Ils parviennent à obtenir le premier choix de la draft 2023, et sélectionnent le français Victor Wembanyama, c'est le troisième premier choix de draft de l'histoire de la franchise, après David Robinson en 1987 et Tim Duncan en 1997.
Le 9 mars, les Spurs sont éliminés de la course aux playoffs pour la 5e saison consécutive.

## Draft
| Tour | Choix | Joueur            | Poste | Nationalité | Provenance                     |
| ---- | ----- | ----------------- | ----- | ----------- | ------------------------------ |
| 1    | 1     | Victor Wembanyama | PF/C  | France      | Metropolitans 92 (France)      |
| 2    | 33    | Leonard Miller    | SF    | Canada      | NBA G League Ignite (G League) |
| 2    | 44    | Sidy Cissoko      | SG/SF | France      | NBA G League Ignite (G League) |

## Matchs

### Summer League
| Summer League Total: 5-2 |

| Match | Date match | Équipe      | Score    | Meilleur marqueur      | Meilleur rebondeur   | Meilleur passeur    | Lieux Spectateurs | Série |
| ----- | ---------- | ----------- | -------- | ---------------------- | -------------------- | ------------------- | ----------------- | ----- |
| 1     | 3 juillet  | Charlotte   | V 98-77  | Julian Champagnie (30) | Dominick Barlow (11) | Blake Wesley (8)    | Golden 1 Center 0 | 1 - 0 |
| 2     | 5 juillet  | L.A. Lakers | V 109-99 | Malaki Branham (32)    | Charles Bediako (8)  | Dominick Barlow (6) | Golden 1 Center 0 | 2 - 0 |

| Match | Date match | Équipe        | Score   | Meilleur marqueur      | Meilleur rebondeur     | Meilleur passeur      | Lieux Spectateurs      | Série |
| ----- | ---------- | ------------- | ------- | ---------------------- | ---------------------- | --------------------- | ---------------------- | ----- |
| 1     | 7 juillet  | Charlotte     | V 76-68 | Julian Champagnie (20) | Dominick Barlow (9)    | Julian Champagnie (6) | Thomas & Mack Center 0 | 1 - 0 |
| 2     | 9 juillet  | Portland      | D 80-85 | Victor Wembanyama (27) | Victor Wembanyama (12) | Blake Wesley (5)      | Thomas & Mack Center 0 | 1 - 1 |
| 3     | 11 juillet | Washington    | V 96-85 | Malaki Branham (29)    | Julian Champagnie (8)  | Julian Champagnie (7) | Thomas & Mack Center 0 | 2 - 1 |
| 4     | 14 juillet | Détroit       | D 73-79 | Dominick Barlow (19)   | Dominick Barlow (11)   | Javante McCoy (4)     | Thomas & Mack Center 0 | 2 - 2 |
| 5     | 16 juillet | Oklahoma City | V 98-94 | Erik Stevenson (23)    | Charles Bediako (11)   | Sidy Cissoko (6)      | Cox Pavilion 0         | 3 - 2 |

### Pré-saison
| Pré-saison Total: 3-2 (Domicile : 2-1; Extérieur : 1-1) |

| Match | Date match | Équipe          | Score     | Meilleur marqueur      | Meilleur rebondeur  | Meilleur passeur | Lieux Spectateurs        | Série |
| ----- | ---------- | --------------- | --------- | ---------------------- | ------------------- | ---------------- | ------------------------ | ----- |
| 1     | 9 octobre  | @ Oklahoma City | D 121-122 | Victor Wembanyama (20) | Charles Bassey (12) | Tre Jones (6)    | Paycom Center 0          | 0 - 1 |
| 2     | 13 octobre | Miami           | V 120-104 | Victor Wembanyama (23) | Bassey, Sochan (6)  | Jones, Osman (5) | Frost Bank Center 17 412 | 1 - 1 |
| 3     | 16 octobre | Houston         | D 89-99   | Zach Collins (18)      | Zach Collins (8)    | Zach Collins (5) | Frost Bank Center 16 030 | 1 - 2 |
| 4     | 18 octobre | Houston         | V 117-103 | Devin Vassell (25)     | Zach Collins (9)    | Zach Collins (5) | Frost Bank Center 17 236 | 2 - 2 |
| 5     | 20 octobre | @ Golden State  | V 122-117 | Victor Wembanyama (19) | Jeremy Sochan (11)  | Tre Jones (8)    | Chase Center 18 064      | 3 - 2 |

### Saison régulière
| Saison régulière Total: 22-60 (Domicile : 12-29; Extérieur : 10-31) |

| Match | Date       | Équipe          | Score          | Meilleur marqueur   | Meilleur rebondeur     | Meilleur passeur     | Lieux Spectateurs        | Série |
| ----- | ---------- | --------------- | -------------- | ------------------- | ---------------------- | -------------------- | ------------------------ | ----- |
| 1     | 25 octobre | Dallas          | D 119-126      | Devin Vassell (23)  | Keldon Johnson (9)     | Keldon Johnson (7)   | Frost Bank Center 18 947 | 0 - 1 |
| 2     | 27 octobre | Houston         | V 126-122 (OT) | Devin Vassell (25)  | Victor Wembanyama (12) | Branham, Collins (8) | Frost Bank Center 18 354 | 1 - 1 |
| 3     | 29 octobre | @ L.A. Clippers | D 83-123       | Devin Vassell (14)  | Zach Collins (6)       | Collins, Jones (4)   | Crypto.com Arena 19 370  | 1 - 2 |
| 4     | 31 octobre | @ Phoenix       | V 115-114      | Keldon Johnson (27) | Victor Wembanyama (8)  | Sochan, Vassell (5)  | Footprint Center 17 071  | 2 - 2 |

| Match                                                                      | Date match  | Équipe           | Score          | Meilleur marqueur        | Meilleur rebondeur      | Meilleur passeur        | Lieux Spectateurs            | Série  |
| -------------------------------------------------------------------------- | ----------- | ---------------- | -------------- | ------------------------ | ----------------------- | ----------------------- | ---------------------------- | ------ |
| 5                                                                          | 2 novembre  | @ Phoenix        | V 132-121      | Victor Wembanyama (38)   | Victor Wembanyama (10)  | Tre Jones (10)          | Footprint Center 17 071      | 3 - 2  |
| 6                                                                          | 5 novembre  | Toronto          | D 116-123 (OT) | Keldon Johnson (26)      | Zach Collins (11)       | Tre Jones (6)           | Frost Bank Center 18 354     | 3 - 3  |
| 7                                                                          | 6 novembre  | @ Indiana        | D 111-152      | Doug McDermott (17)      | Victor Wembanyama (10)  | Tre Jones (8)           | Gainbridge Fieldhouse 15 129 | 3 - 4  |
| 8                                                                          | 8 novembre  | @ New York       | D 105-126      | Jeremy Sochan (16)       | Victor Wembanyama (9)   | Keldon Johnson (8)      | Madison Square Garden 19 812 | 3 - 5  |
| 9                                                                          | 10 novembre | Minnesota*       | D 110-117      | Vassell, Wembanyama (29) | Victor Wembanyama (9)   | Collins, Sochan (5)     | Frost Bank Center 18 354     | 3 - 6  |
| 10                                                                         | 12 novembre | Miami            | D 113-118      | Keldon Johnson (20)      | Keldon Johnson (12)     | Branham, Wembanyama (7) | Frost Bank Center 18 036     | 3 - 7  |
| 11                                                                         | 14 novembre | @ Oklahoma City* | D 87-123       | Champagnie, Sochan (13)  | Victor Wembanyama (14)  | Devonte' Graham (7)     | Paycom Center 18 203         | 3 - 8  |
| 12                                                                         | 17 novembre | Sacramento*      | D 120-129      | Zach Collins (28)        | Johnson, Wembanyama (9) | Keldon Johnson (7)      | Frost Bank Center 18 354     | 3 - 9  |
| 13                                                                         | 18 novembre | Memphis          | D 108-120      | Keldon Johnson (22)      | Victor Wembanyama (13)  | Zach Collins (6)        | Frost Bank Center 18 354     | 3 - 10 |
| 14                                                                         | 20 novembre | L.A. Clippers    | D 99-124       | Keldon Johnson (22)      | Charles Bassey (12)     | Johnson, Jones (5)      | Frost Bank Center 18 354     | 3 - 11 |
| 15                                                                         | 22 novembre | L.A. Clippers    | D 102-109      | Victor Wembanyama (22)   | Victor Wembanyama (15)  | Jeremy Sochan (7)       | Frost Bank Center 18 354     | 3 - 12 |
| 16                                                                         | 24 novembre | @ Golden State*  | D 112-118      | Devin Vassell (24)       | Keldon Johnson (12)     | Zach Collins (6)        | Chase Center 18 064          | 3 - 13 |
| 17                                                                         | 26 novembre | @ Denver         | D 120-132      | Victor Wembanyama (22)   | Victor Wembanyama (11)  | Tre Jones (6)           | Ball Arena 19 665            | 3 - 14 |
| 18                                                                         | 30 novembre | Atlanta          | D 135-137      | Jeremy Sochan (33)       | Victor Wembanyama (12)  | Collins, Jones (7)      | Frost Bank Center 17 646     | 3 - 15 |
| *Matchs comptant pour la phase de groupe du NBA In-Season Tournament 2023. |             |                  |                |                          |                         |                         |                              |        |

| Match | Date match   | Équipe                | Score     | Meilleur marqueur      | Meilleur rebondeur             | Meilleur passeur      | Lieux Spectateurs               | Série  |
| ----- | ------------ | --------------------- | --------- | ---------------------- | ------------------------------ | --------------------- | ------------------------------- | ------ |
| 19    | 1er décembre | @ La Nouvelle-Orléans | D 106-121 | Devin Vassell (14)     | Charles Bassey (11)            | Cedi Osman (5)        | Smoothie King Center 17 028     | 3 - 16 |
| 20    | 6 décembre   | @ Minnesota           | D 94-102  | Devin Vassell (22)     | Johnson, Wembanyama (10)       | Cedi Osman (6)        | Target Center 18 024            | 3 - 17 |
| 21    | 8 décembre   | Chicago               | D 112-121 | Victor Wembanyama (21) | Victor Wembanyama (20)         | Tre Jones (8)         | Frost Bank Center 18 074        | 3 - 18 |
| 22    | 11 décembre  | @ Houston             | D 82-93   | Victor Wembanyama (15) | Victor Wembanyama (18)         | Malaki Branham (7)    | Toyota Center 16 481            | 3 - 19 |
| 23    | 13 décembre  | L.A. Lakers           | D 119-122 | Victor Wembanyama (30) | Victor Wembanyama (13)         | Keldon Johnson (8)    | Frost Bank Center 18 354        | 3 - 20 |
| 24    | 15 décembre  | L.A. Lakers           | V 129-115 | Devin Vassell (36)     | Victor Wembanyama (15)         | Malaki Branham (8)    | Frost Bank Center 18 354        | 4 - 20 |
| 25    | 17 décembre  | La Nouvelle-Orléans   | D 110-146 | Victor Wembanyama (17) | Victor Wembanyama (13)         | Tre Jones (5)         | Frost Bank Center 18 354        | 4 - 21 |
| 26    | 19 décembre  | @ Milwaukee           | D 119-132 | Keldon Johnson (28)    | Keldon Johnson (12)            | Jeremy Sochan (8)     | Fiserv Forum 17 729             | 4 - 22 |
| 27    | 21 décembre  | @ Chicago             | D 95-114  | Devin Vassell (21)     | Zach Collins (9)               | Victor Wembanyama (5) | United Center 20 697            | 4 - 23 |
| 28    | 23 décembre  | @ Dallas              | D 119-144 | Jeremy Sochan (23)     | Jeremy Sochan (9)              | Devin Vassell (5)     | American Airlines Center 20 409 | 4 - 24 |
| 29    | 26 décembre  | Utah                  | D 118-130 | Keldon Johnson (26)    | Victor Wembanyama (7)          | Tre Jones (7)         | Frost Bank Center 18 579        | 4 - 25 |
| 30    | 28 décembre  | @ Portland            | V 118-105 | Victor Wembanyama (30) | Collins, Sochan (7)            | Devin Vassell (7)     | Moda Center 19 335              | 5 - 25 |
| 31    | 29 décembre  | @ Portland            | D 128-134 | Keldon Johnson (29)    | Tre Jones (8)                  | Keldon Johnson (7)    | Moda Center 18 861              | 5 - 26 |
| 32    | 31 décembre  | Boston                | D 101-134 | Devin Vassell (22)     | Mamukelashvili, Wembanyama (7) | Blake Wesley (6)      | Frost Bank Center 18 886        | 5 - 27 |

| Match | Date match | Équipe         | Score     | Meilleur marqueur      | Meilleur rebondeur     | Meilleur passeur       | Lieux Spectateurs                 | Série   |
| ----- | ---------- | -------------- | --------- | ---------------------- | ---------------------- | ---------------------- | --------------------------------- | ------- |
| 33    | 2 janvier  | @ Memphis      | D 98-106  | Victor Wembanyama (20) | Barlow, Wembanyama (7) | Johnson, Jones (4)     | FedExForum 17 794                 | 5 - 28  |
| 34    | 4 janvier  | Milwaukee      | D 121-125 | Devin Vassell (34)     | Keldon Johnson (10)    | Tre Jones (6)          | Frost Bank Center 19 082          | 5 - 29  |
| 35    | 7 janvier  | @ Cleveland    | D 115-117 | Victor Wembanyama (24) | Victor Wembanyama (10) | Jones, Sochan (4)      | Rocket Mortgage FieldHouse 19 432 | 5 - 30  |
| 36    | 10 janvier | @ Détroit      | V 130-108 | Keldon Johnson (17)    | Victor Wembanyama (12) | Victor Wembanyama (10) | Little Caesars Arena 17 833       | 6 - 30  |
| 37    | 12 janvier | Charlotte      | V 135-99  | Victor Wembanyama (26) | Victor Wembanyama (11) | Tre Jones (7)          | Frost Bank Center 18 073          | 7 - 30  |
| 38    | 13 janvier | Chicago        | D 116-122 | Tre Jones (30)         | Tre Jones (9)          | Keldon Johnson (5)     | Frost Bank Center 18 354          | 7 - 31  |
| 39    | 15 janvier | @ Atlanta      | D 99-109  | Victor Wembanyama (26) | Victor Wembanyama (13) | Tre Jones (12)         | State Farm Arena 17 447           | 7 - 32  |
| 40    | 17 janvier | @ Boston       | D 98-117  | Victor Wembanyama (27) | Jeremy Sochan (7)      | Tre Jones (11)         | TD Garden 19 156                  | 7 - 33  |
| 41    | 19 janvier | @ Charlotte    | D 120-124 | Keldon Johnson (25)    | Jeremy Sochan (8)      | Jeremy Sochan (8)      | Spectrum Center 19 093            | 7 - 34  |
| 42    | 20 janvier | @ Washington   | V 131-127 | Victor Wembanyama (24) | Keldon Johnson (9)     | Tre Jones (12)         | Capital One Arena 17 922          | 8 - 34  |
| 43    | 22 janvier | @ Philadelphie | D 123-133 | Victor Wembanyama (33) | Jeremy Sochan (8)      | Devin Vassell (9)      | Wells Fargo Center 20 511         | 8 - 35  |
| 44    | 24 janvier | Oklahoma City  | D 114-140 | Victor Wembanyama (24) | Victor Wembanyama (12) | Devin Vassell (7)      | Frost Bank Center 18 130          | 8 - 36  |
| 45    | 26 janvier | Portland       | V 116-100 | Jeremy Sochan (31)     | Keldon Johnson (16)    | Blake Wesley (8)       | Frost Bank Center 17 274          | 9 - 36  |
| 46    | 27 janvier | Minnesota      | V 113-112 | Devin Vassell (25)     | Victor Wembanyama (10) | Tre Jones (11)         | Frost Bank Center 17 726          | 10 - 36 |
| 47    | 29 janvier | Washington     | D 113-118 | Devin Vassell (24)     | Victor Wembanyama (11) | Tre Jones (8)          | Frost Bank Center 17 020          | 10 - 37 |
| 48    | 31 janvier | Orlando        | D 98-108  | Devin Vassell (26)     | Jeremy Sochan (12)     | Tre Jones (8)          | Frost Bank Center 17 081          | 10 - 38 |

| Match                  | Date match | Équipe              | Score     | Meilleur marqueur        | Meilleur rebondeur      | Meilleur passeur      | Lieux Spectateurs               | Série   |
| ---------------------- | ---------- | ------------------- | --------- | ------------------------ | ----------------------- | --------------------- | ------------------------------- | ------- |
| 49                     | 2 février  | La Nouvelle-Orléans | D 113-114 | Devin Vassell (28)       | Jeremy Sochan (16)      | Jones, Wembanyama (7) | Frost Bank Center 17 207        | 10 - 39 |
| 50                     | 3 février  | Cleveland           | D 101-117 | Devin Vassell (22)       | Victor Wembanyama (14)  | Tre Jones (8)         | Frost Bank Center 18 354        | 10 - 40 |
| 51                     | 7 février  | @ Miami             | D 104-116 | Jones, Vassell (19)      | Victor Wembanyama (13)  | Jones, Wesley (6)     | Kaseya Center 19 652            | 10 - 41 |
| 52                     | 8 février  | @ Orlando           | D 111-127 | Devin Vassell (30)       | Champagnie, Vassell (5) | Blake Wesley (7)      | Kia Center 19 074               | 10 - 42 |
| 53                     | 10 février | @ Brooklyn          | D 103-123 | Victor Wembanyama (21)   | Dominick Barlow (9)     | Devin Vassell (4)     | Barclays Center 18 005          | 10 - 43 |
| 54                     | 12 février | @ Toronto           | V 122-99  | Victor Wembanyama (27)   | Victor Wembanyama (14)  | Tre Jones (10)        | Scotiabank Arena 19 800         | 11 - 43 |
| 55                     | 14 février | @ Dallas            | D 93-116  | Victor Wembanyama (26)   | Zach Collins (12)       | Vassell, Wesley (6)   | American Airlines Center 20 311 | 11 - 44 |
| NBA All-Star Game 2024 |            |                     |           |                          |                         |                       |                                 |         |
| 56                     | 22 février | @ Sacramento        | D 122-127 | Devin Vassell (32)       | Victor Wembanyama (13)  | Tre Jones (9)         | Golden 1 Center 18 153          | 11 - 45 |
| 57                     | 23 février | @ L.A. Lakers       | D 118-123 | Victor Wembanyama (27)   | Jeremy Sochan (13)      | Victor Wembanyama (8) | Crypto.com Arena 18 997         | 11 - 46 |
| 58                     | 25 février | @ Utah              | D 109-128 | Devin Vassell (27)       | Victor Wembanyama (10)  | Tre Jones (9)         | Delta Center 18 206             | 11 - 47 |
| 59                     | 27 février | @ Minnesota         | D 105-114 | Devin Vassell (21)       | Victor Wembanyama (13)  | Jones, Vassell (6)    | Target Center 18 024            | 11 - 48 |
| 60                     | 29 février | Oklahoma City       | V 132-118 | Vassell, Wembanyama (28) | Victor Wembanyama (13)  | Devin Vassell (9)     | Frost Bank Center 18 392        | 12 - 48 |

| Match | Date match | Équipe         | Score          | Meilleur marqueur      | Meilleur rebondeur         | Meilleur passeur        | Lieux Spectateurs        | Série   |
| ----- | ---------- | -------------- | -------------- | ---------------------- | -------------------------- | ----------------------- | ------------------------ | ------- |
| 61    | 3 mars     | Indiana        | V 117-105      | Victor Wembanyama (31) | Victor Wembanyama (12)     | Branham, Wembanyama (6) | Frost Bank Center 18 027 | 13 - 48 |
| 62    | 5 mars     | @ Houston      | D 101-114      | Devin Vassell (22)     | Victor Wembanyama (11)     | Jones, Wesley (5)       | Toyota Center 16 734     | 13 - 49 |
| 63    | 7 mars     | @ Sacramento   | D 129-131      | Devin Vassell (30)     | Jeremy Sochan (8)          | Tre Jones (12)          | Golden 1 Center 17 968   | 13 - 50 |
| 64    | 9 mars     | @ Golden State | V 126-113      | Keldon Johnson (22)    | Keldon Johnson (11)        | Tre Jones (11)          | Chase Center 18 064      | 14 - 50 |
| 65    | 11 mars    | Golden State   | D 102-112      | Victor Wembanyama (27) | Victor Wembanyama (14)     | Jones, Sochan (7)       | Frost Bank Center 18 354 | 14 - 51 |
| 66    | 12 mars    | Houston        | D 101-103      | Tre Jones (24)         | Victor Wembanyama (10)     | Vassell, Wembanyama (6) | Frost Bank Center 18 751 | 14 - 52 |
| 67    | 15 mars    | Denver         | D 106-117      | Jeremy Sochan (19)     | Victor Wembanyama (9)      | Tre Jones (9)           | Moody Center 16 223      | 14 - 53 |
| 68    | 17 mars    | Brooklyn       | V 122-115 (OT) | Victor Wembanyama (33) | Victor Wembanyama (15)     | Devin Vassell (8)       | Moody Center 16 057      | 15 - 53 |
| 69    | 19 mars    | Dallas         | D 107-113      | Tre Jones (22)         | Jeremy Sochan (11)         | Tre Jones (9)           | Frost Bank Center 18 354 | 15 - 54 |
| 70    | 22 mars    | Memphis        | D 97-99        | Victor Wembanyama (31) | Victor Wembanyama (16)     | Jones, Wembanyama (5)   | Frost Bank Center 17 408 | 15 - 55 |
| 71    | 23 mars    | Phoenix        | D 106-131      | Keldon Johnson (14)    | Victor Wembanyama (5)      | Tre Jones (5)           | Frost Bank Center 18 354 | 15 - 56 |
| 72    | 25 mars    | Phoenix        | V 104-102      | Sochan, Vassell (26)   | Jeremy Sochan (18)         | Devin Vassell (7)       | Frost Bank Center 18 044 | 16 - 56 |
| 73    | 27 mars    | @ Utah         | V 118-111      | Devin Vassell (31)     | Jeremy Sochan (9)          | Tre Jones (9)           | Delta Center 18 206      | 17 - 56 |
| 74    | 29 mars    | New York       | V 130-126 (OT) | Victor Wembanyama (40) | Victor Wembanyama (20)     | Vassell, Wembanyama (7) | Frost Bank Center 18 604 | 18 - 56 |
| 75    | 31 mars    | Golden State   | D 113-117      | Victor Wembanyama (32) | Sandro Mamukelashvili (11) | Tre Jones (6)           | Frost Bank Center 18 718 | 18 - 57 |

| Match | Date match | Équipe                | Score           | Meilleur marqueur          | Meilleur rebondeur              | Meilleur passeur      | Lieux Spectateurs           | Série   |
| ----- | ---------- | --------------------- | --------------- | -------------------------- | ------------------------------- | --------------------- | --------------------------- | ------- |
| 76    | 2 avril    | @ Denver              | D 105-110       | Malaki Branham (24)        | Victor Wembanyama (15)          | Tre Jones (11)        | Ball Arena 19 741           | 18 - 58 |
| 77    | 5 avril    | @ La Nouvelle-Orléans | V 111-109       | Devonte' Graham (20)       | Victor Wembanyama (12)          | Victor Wembanyama (9) | Smoothie King Center 17 422 | 19 - 58 |
| 78    | 7 avril    | Philadelphie          | D 126-133 (2OT) | Victor Wembanyama (33)     | Victor Wembanyama (18)          | Tre Jones (9)         | Frost Bank Center 18 718    | 19 - 59 |
| 79    | 9 avril    | @ Memphis             | V 102-87        | Victor Wembanyama (28)     | Sandro Mamukelashvili (16)      | Victor Wembanyama (6) | FedExForum 16 108           | 20 - 59 |
| 80    | 10 avril   | @ Oklahoma City       | D 89-127        | Zach Collins (20)          | Sandro Mamukelashvili (11)      | Tre Jones (7)         | Paycom Center 17 229        | 20 - 60 |
| 81    | 12 avril   | Denver                | V 121-120       | Victor Wembanyama (34)     | Mamukelashvili, Wembanyama (12) | Tre Jones (10)        | Frost Bank Center 18 665    | 21 - 60 |
| 82    | 14 avril   | Détroit               | V 123-95        | Sandro Mamukelashvili (18) | Zach Collins (9)                | Champagnie, Jones (6) | Frost Bank Center 18 516    | 22 - 60 |

### Confrontations en saison régulière
| Conférence Est      | Conférence Est                              | Conférence Est                              | Conférence Est                              | Conférence Ouest                            | Conférence Ouest                            | Conférence Ouest                            | Conférence Ouest                            | Conférence Ouest                            |
| Division Atlantique | Division Atlantique                         | Division Atlantique                         | Division Atlantique                         | Division Nord-Ouest                         | Division Nord-Ouest                         | Division Nord-Ouest                         | Division Nord-Ouest                         | Division Nord-Ouest                         |
| Équipe              | Domicile                                    | Domicile                                    | Extérieur                                   | Équipe                                      | Domicile                                    | Domicile                                    | Extérieur                                   | Extérieur                                   |
| ------------------- | ------------------------------------------- | ------------------------------------------- | ------------------------------------------- | ------------------------------------------- | ------------------------------------------- | ------------------------------------------- | ------------------------------------------- | ------------------------------------------- |
| Boston              | 101-134                                     |                                             | 98-117                                      | Denver                                      | 106-117                                     | 121-120                                     | 120-132                                     | 105-110                                     |
| Brooklyn            | 122-115 (OT)                                |                                             | 103-123                                     | Minnesota                                   | 110-117                                     | 113-112                                     | 94-102                                      | 105-114                                     |
| New York            | 130-126 (OT)                                |                                             | 105-126                                     | Oklahoma City                               | 114-140                                     | 132-118                                     | 87-123                                      | 89-127                                      |
| Philadelphie        | 126-133 (2OT)                               |                                             | 123-133                                     | Portland                                    | 116-100                                     |                                             | 118-105                                     | 128-134                                     |
| Toronto             | 116-123 (OT)                                |                                             | 122-99                                      | Utah                                        | 118-130                                     |                                             | 109-128                                     | 118-111                                     |
| Division            | 3-7 (Domicile : 2-3; Extérieur : 1-4)       | 3-7 (Domicile : 2-3; Extérieur : 1-4)       | 3-7 (Domicile : 2-3; Extérieur : 1-4)       | Division                                    | 6-12 (Domicile : 4-4; Extérieur : 2-8)      | 6-12 (Domicile : 4-4; Extérieur : 2-8)      | 6-12 (Domicile : 4-4; Extérieur : 2-8)      | 6-12 (Domicile : 4-4; Extérieur : 2-8)      |
| Division Centrale   | Division Centrale                           | Division Centrale                           | Division Centrale                           | Division Pacifique                          | Division Pacifique                          | Division Pacifique                          | Division Pacifique                          | Division Pacifique                          |
| Équipe              | Domicile                                    | Domicile                                    | Extérieur                                   | Équipe                                      | Domicile                                    | Domicile                                    | Extérieur                                   | Extérieur                                   |
| Chicago             | 112-121                                     | 116-122                                     | 95-114                                      | Golden State                                | 102-112                                     | 113-117                                     | 112-118                                     | 126-113                                     |
| Cleveland           | 101-117                                     |                                             | 115-117                                     | L.A. Clippers                               | 99-124                                      | 102-109                                     | 83-123                                      |                                             |
| Detroit             | 123-95                                      |                                             | 130-108                                     | L.A. Lakers                                 | 119-122                                     | 129-115                                     | 118-123                                     |                                             |
| Indiana             | 117-105                                     |                                             | 111-152                                     | Phoenix                                     | 106-131                                     | 104-102                                     | 115-114                                     | 132-121                                     |
| Milwaukee           | 121-125                                     |                                             | 119-132                                     | Sacramento                                  | 120-129                                     |                                             | 122-127                                     | 129-131                                     |
| Division            | 3-8 (Domicile : 2-4; Extérieur : 1-4)       | 3-8 (Domicile : 2-4; Extérieur : 1-4)       | 3-8 (Domicile : 2-4; Extérieur : 1-4)       | Division                                    | 5-12 (Domicile : 2-7; Extérieur : 3-5)      | 5-12 (Domicile : 2-7; Extérieur : 3-5)      | 5-12 (Domicile : 2-7; Extérieur : 3-5)      | 5-12 (Domicile : 2-7; Extérieur : 3-5)      |
| Division Sud-Est    | Division Sud-Est                            | Division Sud-Est                            | Division Sud-Est                            | Division Sud-Ouest                          | Division Sud-Ouest                          | Division Sud-Ouest                          | Division Sud-Ouest                          | Division Sud-Ouest                          |
| Équipe              | Domicile                                    | Domicile                                    | Extérieur                                   | Équipe                                      | Domicile                                    | Domicile                                    | Extérieur                                   | Extérieur                                   |
| Atlanta             | 135-137                                     |                                             | 99-109                                      | Dallas                                      | 119-126                                     | 107-113                                     | 119-144                                     | 93-116                                      |
| Charlotte           | 135-99                                      |                                             | 120-124                                     | Houston                                     | 126-122 (OT)                                | 101-103                                     | 82-93                                       | 101-114                                     |
| Miami               | 113-118                                     |                                             | 104-116                                     | Memphis                                     | 108-120                                     | 97-99                                       | 98-106                                      | 102-87                                      |
| Orlando             | 98-108                                      |                                             | 111-127                                     | New Orleans                                 | 110-146                                     | 113-114                                     | 106-121                                     | 111-109                                     |
| Washington          | 113-118                                     |                                             | 131-127                                     |                                             |                                             |                                             |                                             |                                             |
| Division            | 2-8 (Domicile : 1-4; Extérieur : 1-4)       | 2-8 (Domicile : 1-4; Extérieur : 1-4)       | 2-8 (Domicile : 1-4; Extérieur : 1-4)       | Division                                    | 3-13 (Domicile : 1-7; Extérieur : 2-6)      | 3-13 (Domicile : 1-7; Extérieur : 2-6)      | 3-13 (Domicile : 1-7; Extérieur : 2-6)      | 3-13 (Domicile : 1-7; Extérieur : 2-6)      |
| Conférence          | 8-23 (Domicile : 5-11; Extérieur : 3-12)    | 8-23 (Domicile : 5-11; Extérieur : 3-12)    | 8-23 (Domicile : 5-11; Extérieur : 3-12)    | Conférence                                  | 14-37 (Domicile : 7-18; Extérieur : 7-19)   | 14-37 (Domicile : 7-18; Extérieur : 7-19)   | 14-37 (Domicile : 7-18; Extérieur : 7-19)   | 14-37 (Domicile : 7-18; Extérieur : 7-19)   |
| Total               | 22-60 (Domicile : 12-29; Extérieur : 10-31) | 22-60 (Domicile : 12-29; Extérieur : 10-31) | 22-60 (Domicile : 12-29; Extérieur : 10-31) | 22-60 (Domicile : 12-29; Extérieur : 10-31) | 22-60 (Domicile : 12-29; Extérieur : 10-31) | 22-60 (Domicile : 12-29; Extérieur : 10-31) | 22-60 (Domicile : 12-29; Extérieur : 10-31) | 22-60 (Domicile : 12-29; Extérieur : 10-31) |

## Classements

### Saison régulière
| Conférence Ouest | Conférence Ouest                    | Conférence Ouest | Conférence Ouest | Conférence Ouest | Conférence Ouest | Conférence Ouest | Conférence Ouest |
| No               | Franchise                           | Vic.             | Def.             | MJ               | V/D              | GB               |                  |
| ---------------- | ----------------------------------- | ---------------- | ---------------- | ---------------- | ---------------- | ---------------- | ---------------- |
| 1                | c - Thunder d'Oklahoma City         | 57               | 25               | 82               | .695             | -                |                  |
| 2                | x - Nuggets de Denver               | 57               | 25               | 82               | .695             | -                |                  |
| 3                | x - Timberwolves du Minnesota       | 56               | 26               | 82               | .683             | 1                |                  |
| 4                | y - Clippers de Los Angeles         | 51               | 31               | 82               | .622             | 6                |                  |
| 5                | y - Mavericks de Dallas             | 50               | 32               | 82               | .610             | 7                |                  |
| 6                | x - Suns de Phoenix                 | 49               | 33               | 82               | .598             | 8                |                  |
|                  |                                     |                  |                  |                  |                  |                  |                  |
| 7                | x - Pelicans de La Nouvelle-Orléans | 49               | 33               | 82               | .598             | 8                |                  |
| 8                | x - Lakers de Los Angeles           | 47               | 35               | 82               | .573             | 10               |                  |
| 9                | pi - Kings de Sacramento            | 46               | 36               | 82               | .561             | 11               |                  |
| 10               | pi - Warriors de Golden State       | 46               | 36               | 82               | .561             | 11               |                  |
|                  |                                     |                  |                  |                  |                  |                  |                  |
| 11               | o - Rockets de Houston              | 41               | 41               | 82               | .500             | 16               |                  |
| 12               | o - Jazz de l'Utah                  | 31               | 51               | 82               | .378             | 26               |                  |
| 13               | o - Grizzlies de Memphis            | 27               | 55               | 82               | .329             | 30               |                  |
| 14               | o - Spurs de San Antonio            | 22               | 60               | 82               | .268             | 35               |                  |
| 15               | o - Trail Blazers de Portland       | 21               | 61               | 82               | .256             | 36               |                  |

| Division Sud-Ouest           | V  | D  | MJ | V/D  | GB | Dom   | Ext   | Div  |
| ---------------------------- | -- | -- | -- | ---- | -- | ----- | ----- | ---- |
| y - Mavericks de Dallas      | 50 | 32 | 82 | .610 | -  | 25-16 | 25-16 | 11-5 |
| x - Pelicans de Nlle-Orléans | 49 | 33 | 82 | .598 | 1  | 21-19 | 28-14 | 9-7  |
| o - Rockets de Houston       | 41 | 41 | 82 | .500 | 9  | 27-14 | 14-27 | 9-7  |
| o - Grizzlies de Memphis     | 27 | 55 | 82 | .329 | 23 | 9-32  | 18-23 | 8-8  |
| o - Spurs de San Antonio     | 22 | 60 | 82 | .268 | 28 | 12-29 | 10-31 | 3-13 |

### NBA In-Season Tournament
| Rang | Équipe                    | Pts | J | G | P | Pp  | Pc  | Diff |
| ---- | ------------------------- | --- | - | - | - | --- | --- | ---- |
| 1    | Kings de Sacramento       | 8   | 4 | 4 | 0 | 482 | 452 | 30   |
| 2    | Timberwolves du Minnesota | 7   | 4 | 3 | 1 | 438 | 438 | 0    |
| 3    | Warriors de Golden State  | 6   | 4 | 2 | 2 | 483 | 479 | 4    |
| 4    | Thunder d'Oklahoma City   | 5   | 4 | 1 | 3 | 463 | 439 | 24   |
| 5    | Spurs de San Antonio      | 4   | 4 | 0 | 4 | 429 | 487 | -58  |